# GD-高速道路ゴシックJA
GD-高速道路ゴシックJA（ジーディーこうそくどうろゴシックジェイエー）は、コンピュータ用の無償のフォントセットの一つである。
本項では、このフォントセットのベースであり、日本の高速道路の案内標識に用いられてきた日本道路公団標準文字、通称「公団文字」「公団ゴシック」についても記す。

## 概要

### 公団文字

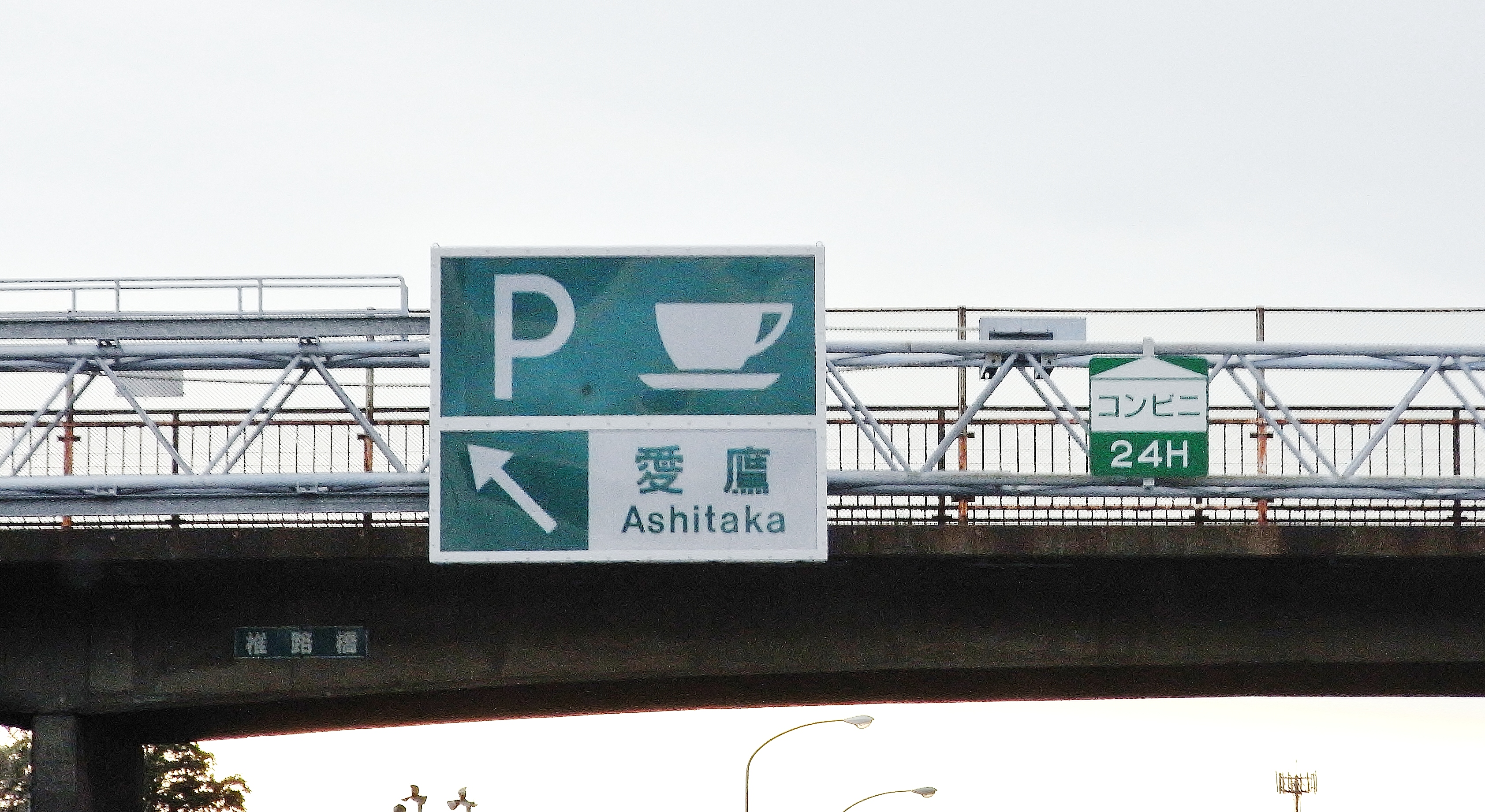
東名高速道路・愛鷹PAの案内標識。「鷹」の字の画数が大幅に省略されていることが分かる。

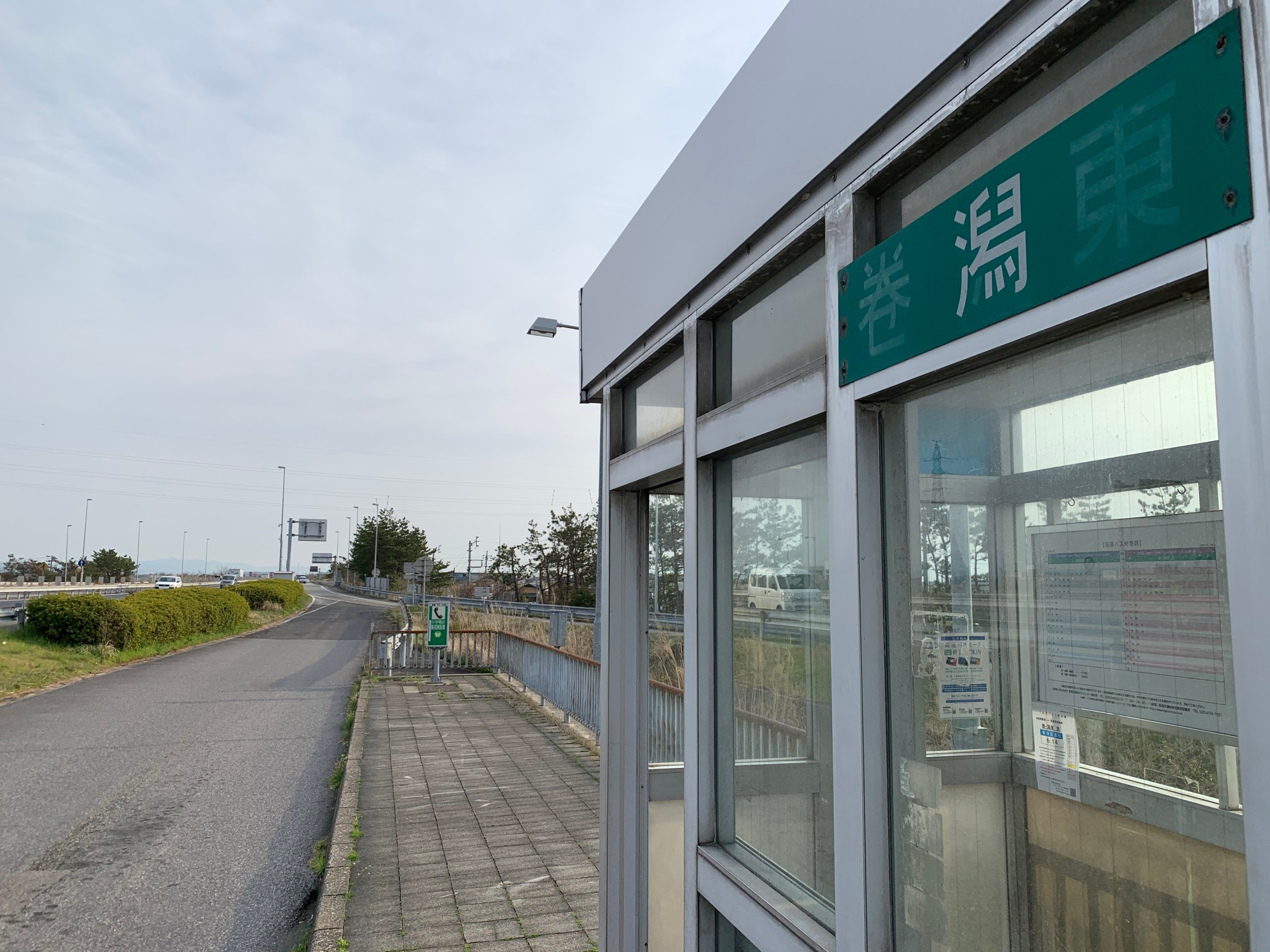
北陸自動車道・巻潟東バスストップ。「巻」の字が特徴的である。

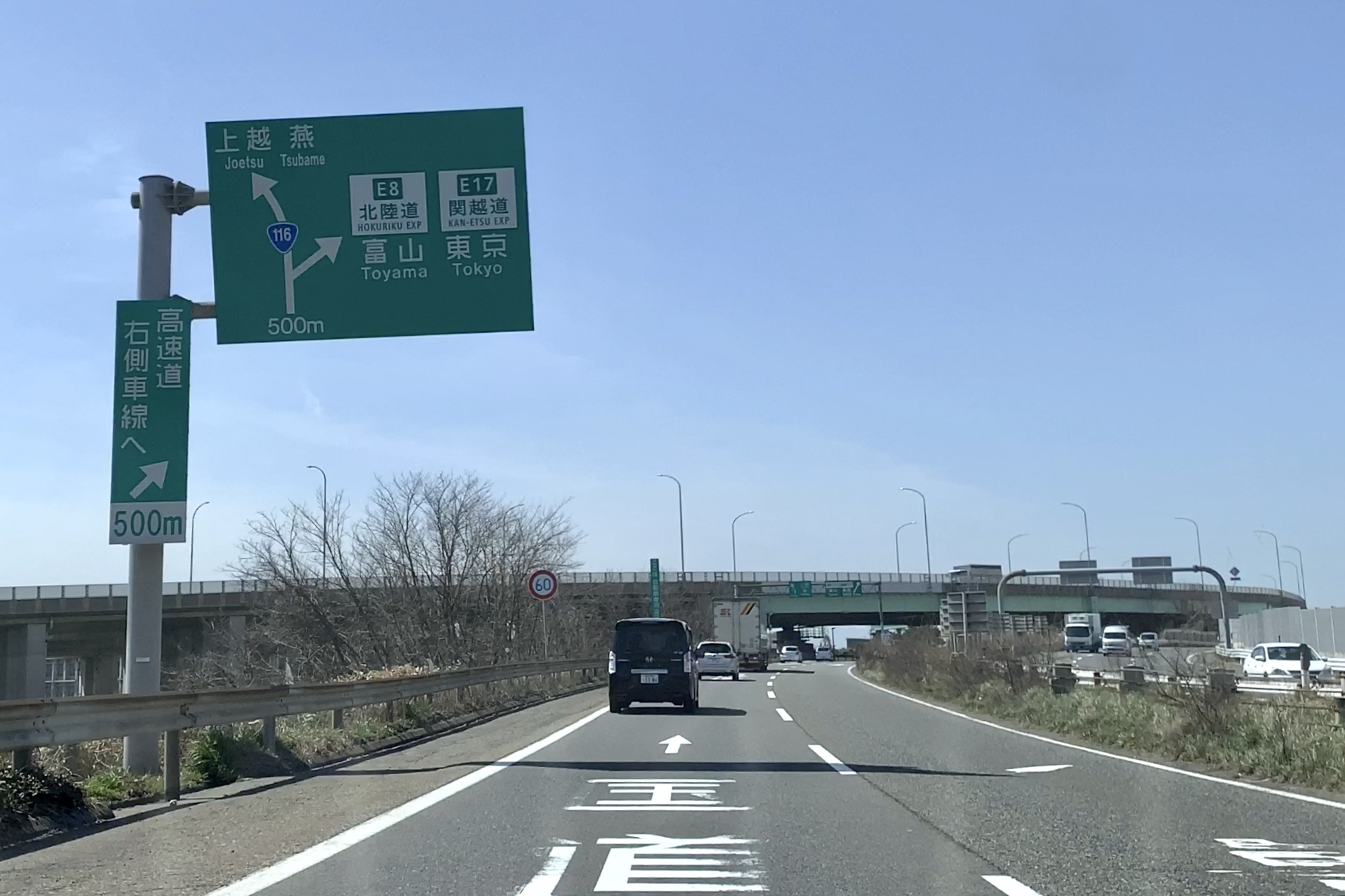
複数のフォントが混在する標識（新潟西バイパス）

いわゆる「公団文字」は、1963年（昭和38年）の名神高速道路開通時に採用され、以後長年にわたって高速道路の案内標識のフォントに用いられてきた。名神の開通当時、日本には市販のフォントセットがあまり流通していなかったことを踏まえ、当時の日本道路公団の関係者により、一つ一つ必要に応じて製作されたという経緯がある。
特徴として、基準枠一杯に文字を配置するために字の画を直線的に造形し、加えてすべての画を等幅の直線で描くために細かい画やハネを独自判断で省略したという点が挙げられる。このような造形が決定した経緯については、山根一眞が自著の中で、標識の文字が標識の120 m手前で読めなければならないことを基準に定められたこと、文字の大きさをドイツのアウトバーンにならって高さ50 cmに決めたこと、文字幅がすべて等幅である点についても、文字を描くのに反射材テープを用いていたためであることなどについて言及している。
必要に応じて製作されたということもあり、加えて多くの人手で制作されてきたため、文字ごとの筆致のばらつきが著しく全体の統一感に欠けるという問題点があったことから、2010年7月1日付のNEXCOの技術基準類の改訂で、標準文字の字体を、和文は「ヒラギノW5角ゴシック」（一部は「モリサワ新ゴM」）に変更、欧文・数字表記についてもNeue Haas Groteskから欧文は「Vialog Medium」に、数字は「Frutiger 65 ボールド」に変更するとの記述が盛り込まれている。掛け替えの標識から順次、改定される。

### GD-高速道路ゴシック-JA
GD-高速道路ゴシック-JAとは、上述のいわゆる「公団文字」を模したフォントである。個人の制作によるもので、制作にあたっては標識を現地取材し、その字体の特徴を解析するとともに、未発見または存在していない文字についても既存の書体から偏、旁を組み合わせて製作しているという。開発中のため、現在は表示できない文字も多い。それを補うために作者のホームページの掲示板で、未発見の文字の情報の提供が呼びかけられている。
このフォントをWikipediaで使用する場合には、このフォントのアウトラインデータをCC BY-SA 2.1ライセンスにより扱うことができる旨が作者の公式サイトに明示されていたが、2021年3月17日、作者のTwitterで同日からCC BY-SA 4.0ライセンスにより扱うことができる旨が発表された。

## 種類
GD-高速道路ゴシックJAは以下の種類がある。
- GD-高速道路ゴシックJA OTF版
- GD-高速道路ゴシックJA TTF版

## 沿革
- 2005年2月9日 - 作成を開始
- 2009年4月15日 - Rev099 Beta 公開
- 2009年6月7日 - Rev100 Beta2 OTF版公開
- 2009年6月8日 - Rev100 Beta2 TTF版公開
- 2009年6月13日 - Rev101 Beta OTF版公開
- 2009年12月7日 - Rev102 Beta OTF版公開
- 2009年12月27日 - Rev103 Beta OTF版公開
- 2010年3月21日 - Rev104 Beta OTF版公開
- 2010年5月26日 - Rev105 Beta OTF版公開
- 2010年6月7日 - Rev106 Beta OTF版公開
- 2010年10月17日 -  Rev106 Beta TTF版公開
- 2011年6月27日 - Rev108 Beta OTF版･TTF版公開
- 2012年5月7日 - Rev109 Beta OTF版公開
- 2013年3月31日 - Rev111 Beta OTF版公開
- 2017年5月17日 - Rev112 Beta2 OTF版公開